# تس (فلم)
تس (بالإنجليزية: Tess) هو فيلم دراما تم إنتاجه في فرنسا والمملكة المتحدة وصدر في سنة 1979. الفيلم من إخراج رومان بولانسكي وكتابة رومان بولانسكي.

## بطولة
- ناستازيا كينسكي

### ترشيحات وجوائز
| السنة | الحدث  | الفئة              | النتيجة  |
| ----- | ------ | ------------------ | -------- |
|       | أوسكار | أفضل تصوير سينمائي | فـــــوز |

## الميزانية والإيرادات
بلغت تكلفة إنتاج الفيلم حوالي 35 مليون دولار.

## وصلات خارجية
- مقالات تستعمل روابط فنية بلا صلة مع ويكي بيانات